# 酒井冬雪
酒井 冬雪（さかい ふゆき、1969年 - ）は、恋愛・結婚評論家。エッセイスト。
東京都生まれ。本名・学歴等不詳。広告代理店社長秘書を経て評論家となり、恋愛や結婚について雑誌、ネットなどで発言する。

## 著書
- バカゲット—ターゲットはイイ男 イーハトーヴ出版 1995 のち双葉文庫
- コマダムのススメ-極楽結婚術 イーハトーヴ出版 1996
- 娘の一生 結婚くらいできると思っているあなたに贈る 東急エージェンシー出版部 1997
- バカゲット・リターンズ ターゲットはおいしい男 イーハトーヴ出版 1997
- 恋のタネ—しあわせの育て方 イーハトーヴ出版 1997
- 今どきOLのヒソヒソ話 双葉社 1998
- 雨が降っても立ち止まらないで シンシア・カーシー（訳）イーハトーヴ 1999
- ココロが命じる恋をしよう 三笠書房 2000（王様文庫）
- メールでバカゲット!—理想の恋人をみつけるテクニック ロングセラーズ 2000
- 理系のための恋愛論 毎日コミュニケーションズ 2001
- 結婚に至る恋愛、至らない恋愛 WAVE出版 2001　のち光文社知恵の森文庫
- ダメな貴男 光文社 2002（知恵の森文庫）
- 理系のための恋愛論 理系脳v.s.女子脳 毎日コミュニケーションズ 2008（マイコミ新書）

## 企業広報
- ニッカウヰスキー弘前工場シードル工場見学レポート(2001年)[1]
※2015年現在一般の工場見学は受付中止。